# پراسپکت پارک، نیوجرسی
پراسپکت پارک (به انگلیسی: Prospect Park) شهری در ایالت نیوجرسی کشور ایالات متحده آمریکا است که جمعیت آن در سرشماری سال ۲۰۱۰ میلادی، ۵٬۸۶۵ نفر بوده‌است.